# Parque nacional del archipiélago de Haparanda
El Parque nacional del archipiélago Haparanda (Haparanda skärgårds nationalpark) es un parque nacional ubicado en el municipio de Haparanda en el norte de Suecia. Cubre parte del Archipiélago de Haparanda, ubicado en el Golfo de Botnia del Mar Báltico.
Las islas no existían hace 1500 años, pero el rebote post-glacial las sacó del agua. El movimiento continúa hoy, el suelo se eleva a una tasa de 8,5 mm/año. El suelo es principalmente de arena y de materiales de morrenas, lo que da lugar a un paisaje plano sólo interrumpido por las dunas. La vegetación es variada, alternando principalmente entre bosques y brezales, pero es sobre todo la avifauna la que hace famoso al parque, con muchas especies que utilizan las islas durante sus migraciones o para anidar. La población de focas también es notable.
La pesca y la caza de focas atrajeron a la gente al archipiélago. Esta ocupación era estacional, pero fue suficiente para que en el siglo XV se construyeran los primeros edificios en Sandskär, la isla principal del parque. La pesca del arenque alcanzó su máximo esplendor entre los siglos XVIII y XIX, pero con la llegada de las lanchas a motor, la importancia de los pueblos pesqueros del archipiélago disminuyó. La isla adquirió entonces una vocación más turística, con sus grandes playas de arena que atraen a los visitantes. El parque nacional se creó en 1995, lo que aumentó en cierta medida la visibilidad nacional del lugar, y hoy en día, a pesar de su ubicación septentrional, atrae a 5.000 visitantes al año.

## Geografía
El parque nacional del Archipiélago de Haparanda se encuentra en el municipio de Haparanda, en el condado de Norrbotten, en el extremo norte de Suecia, en la frontera con Finlandia. Cubre 6000 ha (según otras fuentes 6600 ha o 7431,3 ha ).
Consta de una parte del archipiélago exterior de Haparanda, con dos grandes islas, Haparanda Sandskär y Seskar-Furö, y 9 pequeños islotes, con un total de 770 ha, y una amplia sección del Mar Báltico a su alrededor. Sandskär es la isla principal, con 400 ha y tiene una forma especial con un largo banco de arena de 3 km de longitud en el norte. Las dunas dominan el resto de la isla y el archipiélago.
El clima es subártico (Dfc según la clasificación de Köppen) y el archipiélago es más seco que el resto de la región. El mar tiene una salinidad muy baja (1 a 2 g/kg, mientras que un océano tiene más de 30 g/kg) y está completamente cubierto de hielo en invierno, normalmente desde noviembre o diciembre hasta mayo.

## Ambientes naturales

### Flora

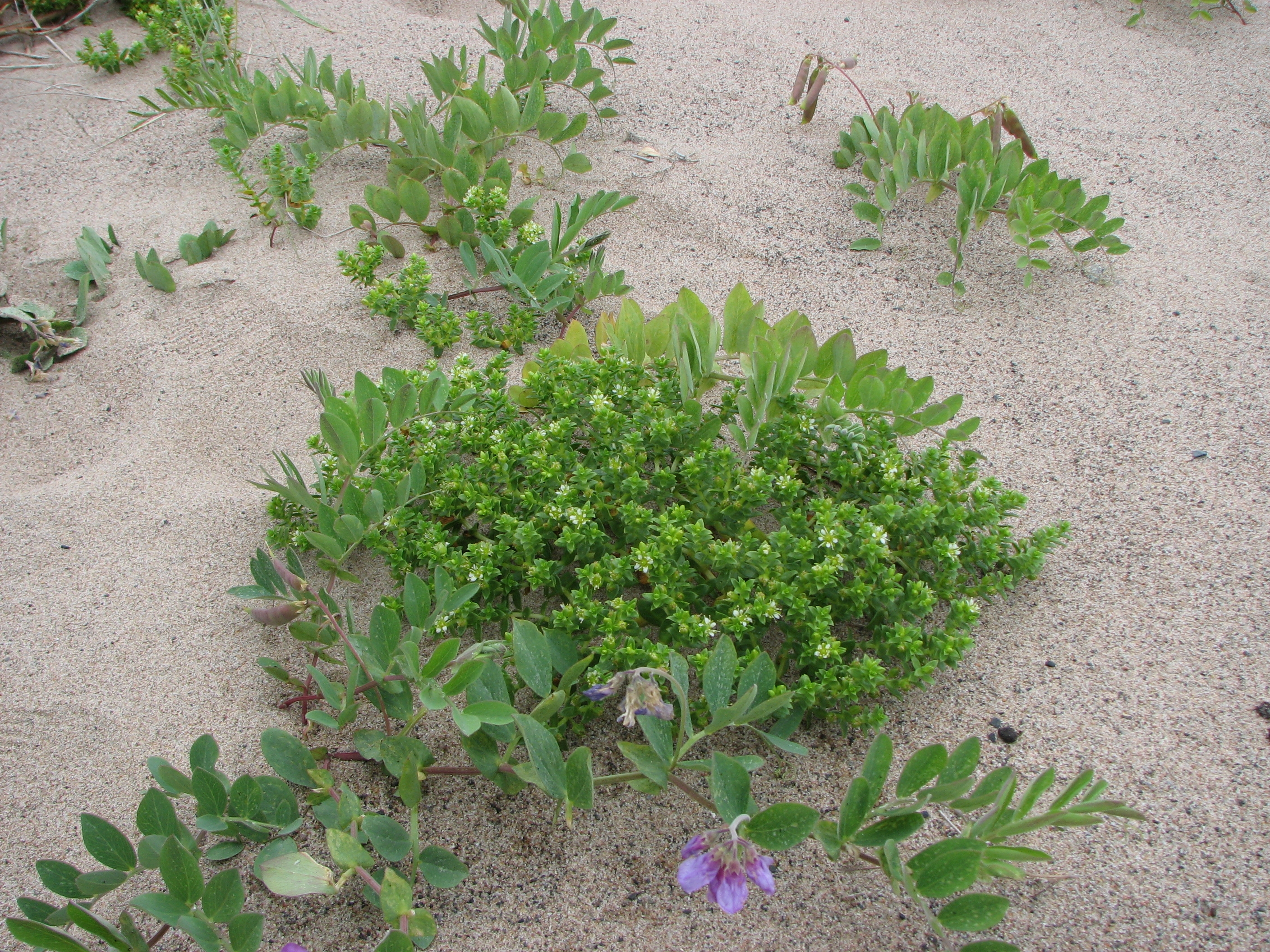
Plantas en la arena de Sandskär.

La vegetación de las islas es bastante variada. Sandskär está dominada por un bosque relativamente escaso de pino silvestre (Pinus sylvestris), pero las secciones más húmedas pueden tener caducifolios con bosques maduros de abedul (Betula pubescens) y álamo temblón (Populus tremula). Además de las secciones boscosas, grandes secciones de la isla están cubiertas de brezales, con arbustos de enebro común (Juniperus communis). La flora a nivel del suelo suele estar formada por brezos (Calluna vulgaris), arándanos (Vaccinium myrtillus), arándanos rojos (Vaccinium vitis-idaea) y uvas de oso (Arctostaphylos uva-ursi), pero algunas especies también son más interesantes, como Artemisia campestris subsp. bottnica, espino (Hippophae rhamnoides), oruga de mar (Cakile maritima) y rumex finlandés (Rumex pseudonatronatus). La isla de Seskar-Furö es relativamente similar, pero el bosque es más denso y más alto. Finalmente, las islas pequeñas también tienen una vegetación variada y a menudo pequeños bosques, como Stora Harrsten, con algunos abedules, fresno de montaña (Sorbus aucuparia) y arbustos de enebro, Mali con un bosque húmedo de abedules mezclados con álamos y alisos blancos (Alnus incana) etc. 
En las aguas poco profundas cercanas a las costas, encontramos diferentes especies como callitriches, elatinaceae, junco (Eleocharis acicularis), Myriophyllum, zannichellia de pantano (Zannichellia palustris), flecha de agua (Sagittaria sagittifolia) y diferentes especies de Potamogetonaceae.  También encontramos en estas aguas una especie muy rara, Alisma wahlenbergii, endémica de la costa báltica.

### Fauna silvestre
Las islas son un punto de parada muy popular para las aves migratorias debido a su posición en el archipiélago exterior del norte de Botnia y sus biotopos. En el parque se han observado unas 230 especies de aves, de las cuales unas cincuenta anidan allí anualmente. Las especies más comunes son el pato serrucho (Mergus serrator), el charrán ártico (Sterna paradisaea), el torcecuello euroasiático (Jynx torquilla), el carricerín común (Acrocephalus schoenobaenus), el mosquitero musical (Phylloscopus trochilus) y el escribano palustre (Emberiza schoeniclus). Las islas Lilla y Stora Harrsten son particularmente populares entre las grandes colonias de gaviotas reidoras (Chroicocephalus ridibundus), gaviotas pigmeas (Hydrocoloeus minutus) y otras gaviotas como Larus canus, Larus argentatus y Larus fuscus.  En la pequeña isla de Korkea, anidan el pingüino menor (Alca torda), el eider común (Somateria mollissima) y el vuelvepiedras común (Arenaria interpres).
Aparte de las aves, encontramos mamíferos marinos, la foca anillada (Pusa hispida) y la foca gris (Halichoerus grypus), pero también mamíferos terrestres en las grandes islas, como el alce (Alces alces), el reno (Rangifer tarandus) en invierno, el zorro rojo (Vulpes vulpes), la liebre (Lepus timidus) y la ardilla roja (Sciurus vulgaris). El número de alces en Sandskär es particularmente alto y en 2018, la población se consideró demasiado grande y dañina para la vegetación.  Finalmente, en las aguas salobres del Báltico, encontramos peces de agua dulce, como la perca común (Perca fluviatilis) y el lavareto (Coregonus lavaretus), que conviven con especies de agua salada como el arenque (Clupea harengus).

## Historia

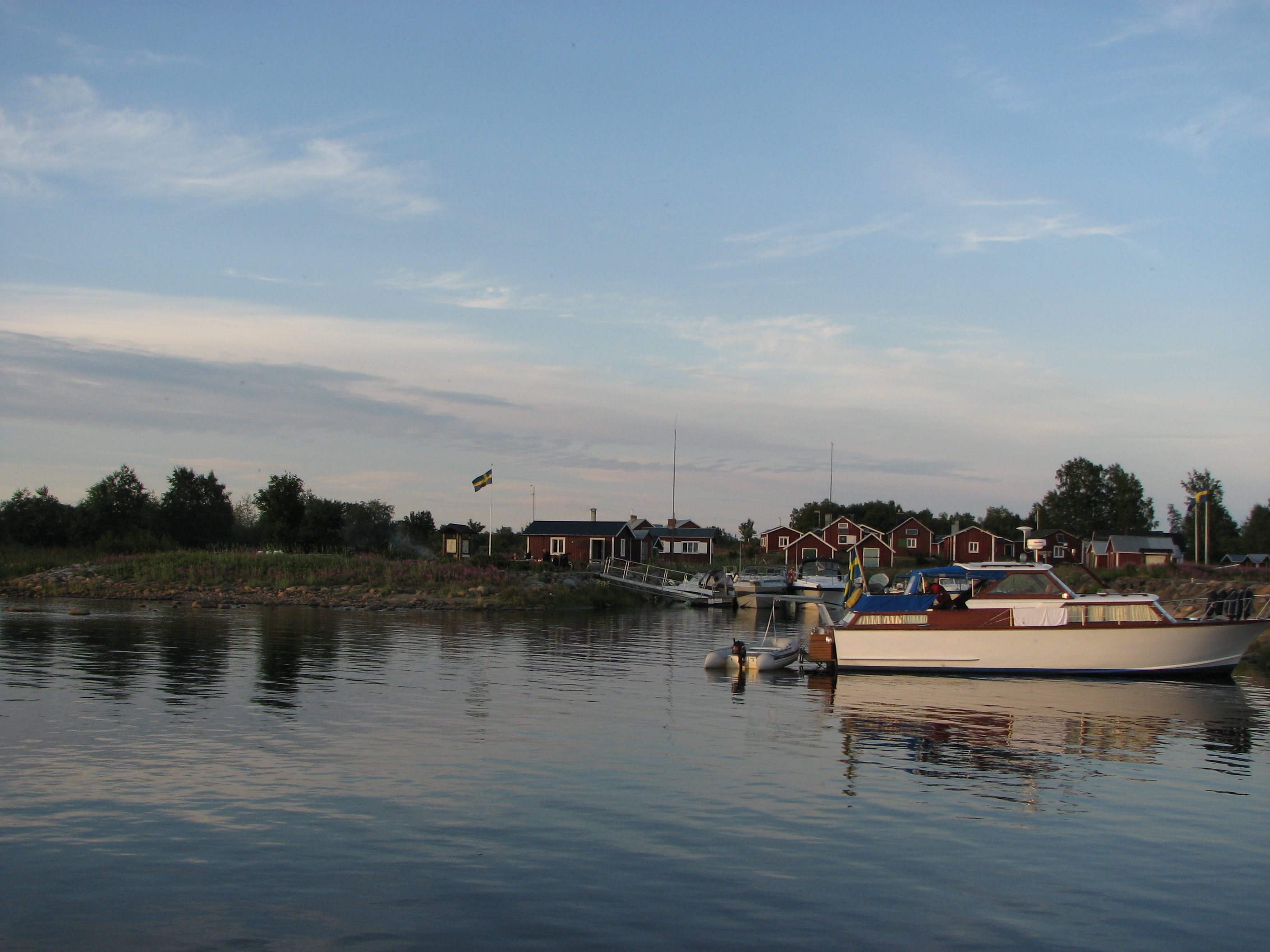
El pueblo pesquero de Kumpula en Sandskär.

Las islas comenzaron a emerger hace 1500 años, y aunque todavía formaban solo arrecifes, los lugareños comenzaron a usarlas para la caza de focas en el invierno.  El archipiélago de Haparanda comienza a ser utilizado en mayor medida durante la Edad Media, para la caza y pesca de focas, inicialmente principalmente en el interior del archipiélago, pero hacia finales del período, también en el archipiélago exterior.  La caza y la pesca son estacionales, pero la pesca en particular es lo suficientemente importante como para justificar la construcción de pequeñas viviendas en las islas (pueblo de pescadores). Huellas de los primeros edificios en la isla de Sandskär, dedicados a la pesca, que datan del siglo XV. Los documentos de la época indican que la pesca era principalmente de arenque y otros peces pequeños durante el XVI, pero también el salmón a finales XVII siglo XVII.

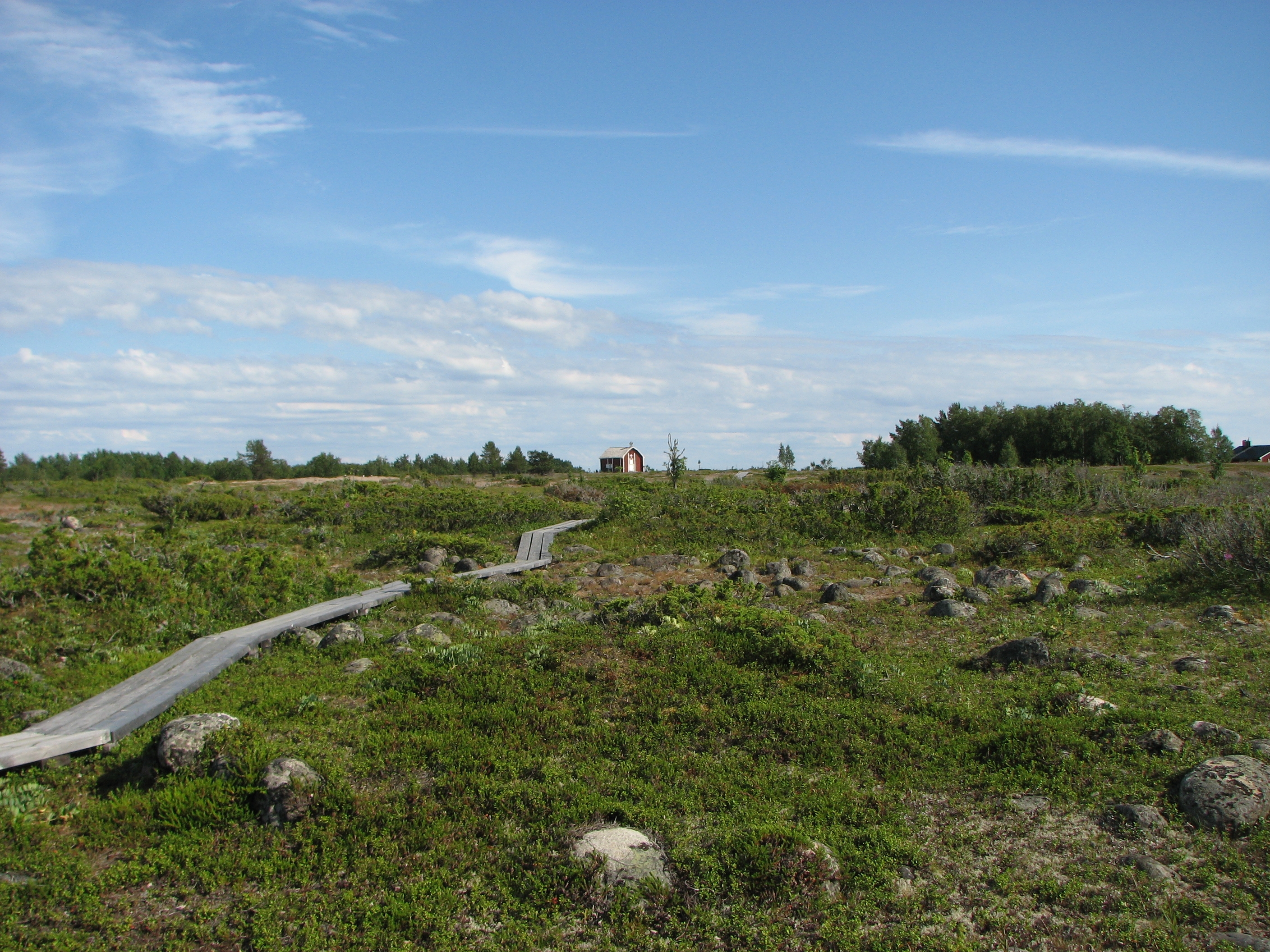
La capilla de Sandskär al fondo.

La pesca del salmón se practicaba principalmente en el islote de Kajava, al este de Sandskär, evitando así los mosquitos de la isla principal.  Pero es especialmente la pesca del arenque en verano lo que atrae a los habitantes del archipiélago. El principal pueblo pesquero de Sandskär es Kumpula.  Los rastros de campos de papa indican que la presencia en la isla probablemente fue más allá de la única temporada de pesca. En la década de 1760 se creó la capilla de Sandskär, ya que la ley obligaba a todo el mundo a ir a la iglesia, lo que resultaba difícil para los pescadores. El edificio es en realidad un edificio de almacenamiento trasladado de Tornio y convertido en capilla. Cerca de la capilla hay un pequeño cementerio, que incluye en particular la tumba de un hombre que murió en 1886 durante el hundimiento de la goleta Elvine frente a Sandskär. Debido al rebote postglacial, la antigua bahía utilizada como puerto se secó, y en la década de 1930 se construyó un nuevo puerto en su lugar. Sin embargo, los edificios siguen mirando hacia el antiguo puerto, que ahora es un bosque. 
El apogeo de la pesca se alcanzó en los siglos XVIII y XIX. Con la llegada de las embarcaciones a motor, la importancia de los pueblos pesqueros disminuyó y fueron abandonados paulatinamente para ser utilizados por los turistas. La caza de focas también se prohibió en la década de 1960, cuando la población de focas se vio amenazada por las toxinas del mar. El parque nacional se creó en 1995.

## Gestión y normativa
Como la mayoría de los parques nacionales de Suecia, la gestión y la administración se dividen entre la Agencia Sueca de Protección del Medio Ambiente (Naturvårdsverket) y la Junta de condados Länsstyrelse. Naturvårdsverket está a cargo de la propuesta de nuevos parques nacionales, después de consultar con los consejos de administración de los condados y municipios, y la creación es aprobada por votación del Parlamento. A continuación, el estado compra la tierra a través de Naturvårdsverket. A partir de entonces, el parque es gestionado principalmente por el condado, es decir, la Junta Directiva del Condado de Norrbotten para el Archipiélago de Haparanda.
El parque nacional prohíbe la caza, pero se autoriza la pesca, principalmente de lavareto y salmón. También está prohibido acercarse a las islas pequeñas Stora y Lilla Harrsten, Björn, Björns Sten, Korkea e Islandet entre el 1 mayo y el 31 de julio para proteger a las aves durante su período de anidación. Finalmente, está prohibido montar tiendas de campaña en Sandskär fuera de las áreas previstas para este propósito.

## Turismo
En gran parte debido a su ubicación, el archipiélago de Haparanda atrae a relativamente pocos turistas. El número de visitantes del parque se estima en unos 5.000 al año. El verano es la temporada más popular. Entonces, es posible viajar a la isla de Sandskär en barco con un autobús organizado desde el puerto de Nikkala o utilizando el propio barco, con fácil anclaje en Kumpula o en las playas al este de Nordrevet.  En invierno, es posible llegar a las islas en moto de nieve, pero su uso está prohibido en las propias islas. Es posible permanecer en la isla alquilando uno de los modestos y cómodos refugios de Kumpula o montando la tienda en sitios los lugares autorizados. Hay un sendero de 5 km que atraviesa la isla de Sandskär de norte a sur.